# Cheval de selle

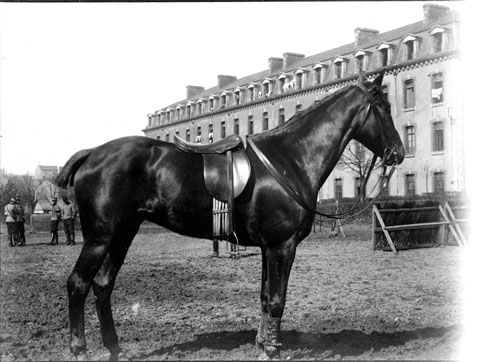
Cheval de selle sellé à la caserne, vers Toulouse.

Un cheval de selle est un cheval propre à être monté par un cavalier. Il s'agit d'une classification désignant un type de cheval destiné à la selle, c'est-à-dire à être monté plutôt qu'attelé. Si généralement l'appellation désigne des chevaux à sang chaud ou qui en sont issus, certains chevaux à sang froid sont également considérés comme des chevaux de selle. Les qualités nécessaires à un bon cheval de selle ont évolué au cours du temps en fonction de son utilisation. Le cheval de selle passe ainsi d'une utilisation militaire à une utilisation sportive et de loisir dans les pays occidentaux, alors qu'il reste un élément de mobilité dans d'autres pays. En France, une appellation spécifique « Cheval de Selle » a existé entre 2001 et 2009 désignant des chevaux aux ascendances connues mais ne faisant pas partie d'un stud-book, avec une orientation plutôt loisir.

## Terminologie
Un cheval de selle est dans sa définition un cheval propre à être monté par un cavalier. L'usage a retenu que le « cheval de sang » est adapté à la selle. Les chevaux arabes, Pur-sang anglais ainsi que les croisements issus de l'une de ces deux races sont donc naturellement considérés comme des chevaux de selle. Néanmoins, cet usage varie d'un pays à l'autre et est très lié à la tradition. Ainsi, le cheval islandais a toujours été monté alors que sa morphologie et le fait qu'il soit un cheval à sang froid l'éloignent des standards du cheval de selle européen. Le cheval de selle représente logiquement le type de cheval le plus nombreux de par le monde.

## Qualités mentales et physiques

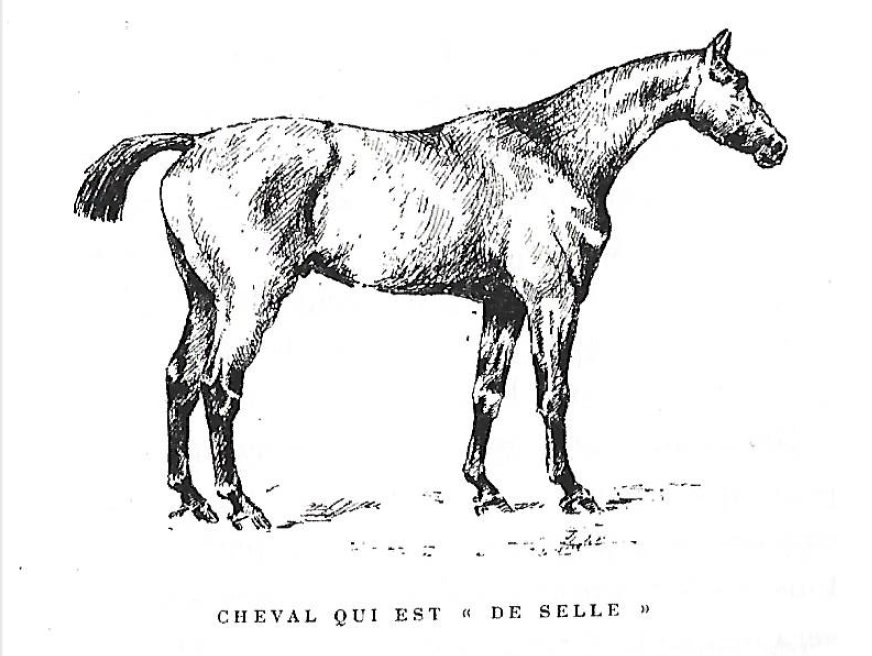
Gravure représentant la morphologie typique d'un cheval de selle en 1898.

Les qualités nécessaires à un bon cheval de selle ont évolué au cours du temps en fonction de son utilisation. Au XVIIIe siècle, d'après Buffon, le cheval de selle doit avoir « les épaules plates, mobiles et peu chargées ». Les épaules ne doivent pas être trop sèches, et un poitrail trop avancé et des antérieurs retirés en arrière sont considérés comme des défauts.
Au XIXe siècle, F. Minot écrit que tous les chevaux de selle doivent être résistants, forts, énergiques, mais également être solides sur leurs membres et avoir le trot doux, ce qui permet au cavalier de les monter avec grâce et de supporter sans trop de fatigue une longue course. Le cheval doit être léger dans ses allures. Depuis le XXe siècle, le cheval de selle est élevé pour le loisir et le sport, ce qui fait que leur conformation, leurs allures, et leur tempérament sont sélectionnés dans cet objectif.

## Histoire
Le cheval de selle est un type de cheval défini et créé dans le but d'obtenir un animal différent de ceux utilisés pour tracter ou bâter. Les premiers spécimens sont pourtant suffisamment robustes pour être attelé ou pour être lourdement chargés sur de longues distances. Ce type de cheval prend une dimension plus précise à partir du XIXe siècle. À cette époque, l'engouement pour le cheval arabe dans un premier temps, puis pour le Pur-sang dans un second, marque l’évolution des attentes en ce qui concerne le cheval de selle. Des croisements sont réalisés entre des juments autochtones, souvent lourdes, avec des étalons de sang. De ces croisements naissent le cheval demi-sang. C'est sur cette base que se développe les générations suivantes de chevaux de selle avec des individus plus ou moins près du sang en fonction de l'orientation de la sélection. Chaque pays possède ses propres races et ses propres modèles de chevaux de selle. Des stud-books sont également instaurés avec le temps. À partir du XXe siècle, le cheval de selle tend à devenir un cheval de sport dans les pays occidentaux. En 2016, d'après CAB International, il reste un auxiliaire essentiel à la mobilité humaine dans de nombreuses régions du monde, alors que d'autres, particulièrement dans le monde occidental, considèrent l'élevage des chevaux de selle comme un passe-temps.

## Utilisation

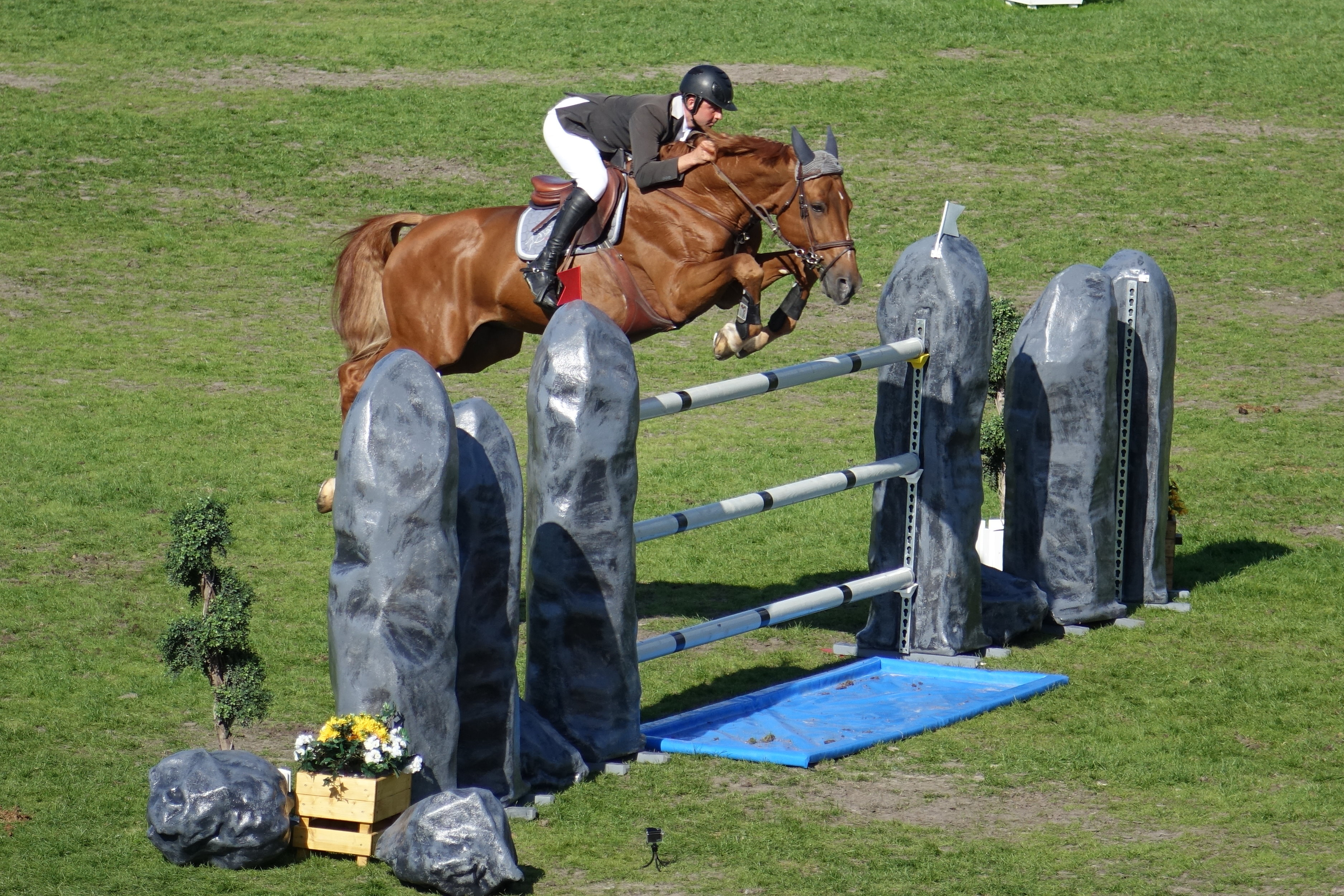
Le cheval de selle est utilisé pour les sports équestres.

La première utilisation du cheval de selle est militaire,. Dès la fin du XIXe siècle, une certaine catégorie de civils, les plus aisés, commencent également à utiliser des chevaux de selle pour leur agrément, que ce soit pour la chasse à courre ou la promenade. À partir du XXe siècle, le cheval de selle est utilisé pour le sport et le loisir.

## Monter et descendre de cheval
Au Moyen Âge, les chevaliers portaient une épée à ceinture ; celle-ci était placée sur le côté gauche pour pouvoir être dégainée facilement avec la main droite. La monte se faisait depuis le côté gauche, évitant ainsi que l'arme gène le cavalier et vienne blesser l'animal pendant cette manœuvre. La descente se faisait également à gauche pour les mêmes raisons. Cette méthode a depuis été adoptée par les écoles d’équitation, et conservée après l'abandon de l'épée.
Anecdotes : On notera que, pour l'enfourchement des deux roues, la même technique est employée. C'est également parce que les État-majors militaires ont confié originellement à la cavalerie le soin de s’intéresser aux avions que l'on embarque dans ceux-ci (y compris les avions de chasse), par la gauche.

## Appellation spécifique française
« Cheval de Selle » (CS) est aussi une classification officielle des Haras nationaux pour désigner les chevaux nées en France destinés à la selle, mais n'appartenant pas à une race. Les CS sont issus de croisements, de parents identifiés mais n'entrant pas dans l'un des stud-books de race. Si le cheval de selle ne dépend pas d'un stud-book, il est cependant inscrit à un registre,. Ce registre a été créé à l'origine pour enregistrer les chevaux de loisir. Du fait de l'hétérogénéité de ses sujets, le cheval de selle peut posséder toutes les robes, toutes les tailles et toutes les conformations.
Depuis un Arrêté du Ministère de l'Agriculture du 24 avril 2009, ils sont appelés « Origine Constatée » (OC). Les poulains identifiés CS n'existent donc plus depuis cette date.